# Albrecht von Hohenfels
Albrecht von Hohenfels (mort le 12 janvier 1355 probablement à Nuremberg) est prince-évêque d'Eichstätt de 1344 à 1351.

## Biographie
Albrecht vient de la maison de Hohenfels, famille de noblesse bavaroise, des ministériels de la principauté épiscopale de Ratisbonne. Son siège est le château de Hohenfels.
Albrecht appartient aux hautes fonctions de l'église à Eichstätt depuis 1322. En 1342, il a également des fonctions à Ratisbonne, est notamment chanoine.
Il est élu à l'unanimité par le chapitre de chanoines d'Eichstätt en 1344 et reçoit la confirmation de l'archevêque de Mayence Henri III de Virnebourg. Cependant, Henri est excommunié pour avoir pris le parti de l'empereur Louis III de Bavière. On lui refuse aussi de façon permanente le soutien du Pape en raison de sa fonction d'Elekt.
Avec la nomination de Berthold von Zollern comme nouvel évêque d'Eichstatt en 1351, le chapitre de la cathédrale augmente la pression sur Albrecht von Hohenfels qui, grâce à la médiation de burgrave Jean II de Nuremberg, le frère de Berthold, qui apporte une solution : Albrecht renonce à ses droits d'évêque et est indemnisé notamment par une pension annuelle et la mise à disposition de trois châteaux. Il meurt en 1355 et est enterré dans le chœur Willibald de la cathédrale d'Eichstätt. Sa dalle funéraire a disparu.